# Parapapio
Parapapio és un gènere de babuïns prehistòrics que s'assembla molt als mangabeis que viuen al bosc. El parapapio es distingeix d'altres Papio per les celles primes, l'absència de fosses maxil·lars o una cresta sagital, i només un lleuger dimorfisme sexual.
N'hi ha quatre espècies reconegudes (P. broomi, P. jonesi, P. lothagamensis i P. whitei), però aquestes designacions taxonòmices han generat certa controvèrsia. Tradicionalment, aquestes espècies s'han distingit en funció de la mida del molar amb P. jonesi sent el més petit i P. whitei és el més gran. Tanmateix, la variació de la mida molar en P. broomi se superposa als altres dos. P. jonesi es distingeix per tenir un musell més quadrat que P. whitei però més arrodonida que P. whitei; però aquestes distincions són subtils i es necessiten millors criteris de diagnòstic.
Alguns autors defensen una taxonomia confusa a Parapapio, però no estan d'acord amb la reclassificació. Com que pot ser que no hi hagi diferències significatives entre la mida mitjana de les dents o les signatures isotòpiques a P. broomi i P. jonesi, poden representar una sola espècie sexualment dimòrfica. No obstant això, els rangs de variació en P. broomi i P. whitei es superposen i no mostren diferències estadístiques basades en una execució d'ANOVA sobre les onze distàncies entre punts de referència utilitzades en la seva anàlisi i proposen que les dues són només una sola espècie variable. La mostra de P. jonesi (STS 565) difereix prou en les característiques facials que es manté diferent d'altres espècies de Parapapio.